# Sousas
Sousas é um distrito do município brasileiro de Campinas, sede da Região Metropolitana de Campinas, no interior do estado de São Paulo.

## História

### Origem
Criado em 24 de julho de 1896, Sousas é o distrito mais antigo de Campinas. No passado era conhecido como "Arraial dos Sousas" e "Sousápolis".
Embora integre um município e uma região de expressiva produção industrial, o distrito manteve quase que intactas características de vila rural que nasceu ou cresceu à sombra dos cafeeiros. O ciclo do café deixou fincadas, em solo campineiro e paulista, as bases, a infraestrutura e as condições para a implantação de indústrias, mas o distrito, no entanto, permaneceu protegido desse processo, quase que esquecido.

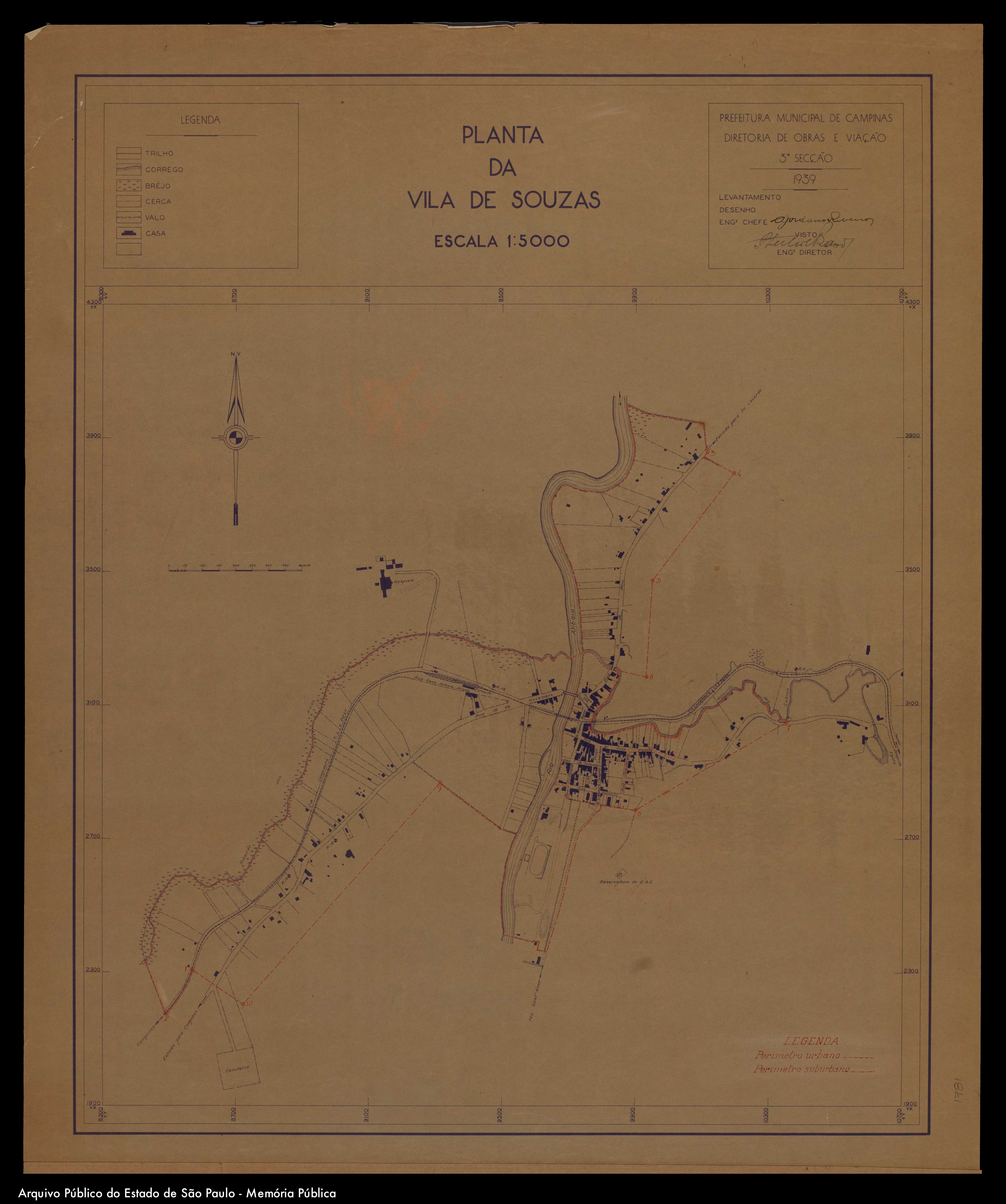
Planta da área urbana original.

Apesar de a industrialização não ter alcançado direta e expressivamente Sousas e Joaquim Egídio, esses núcleos satélites também se beneficiaram do processo, tanto pela oferta de trabalho para seus habitantes no município e na região, como pela arrecadação de recursos financeiros. Esses recursos, uma vez distribuídos, redundaram em infraestrutura, saneamento básico, calçamento, acesso rápido ao Centro de Campinas, iluminação pública e escolas.
O preço da terra, o relevo acidentado e a vocação rural fizeram com que a ocupação do solo e a expansão urbana fossem mais difíceis e lentas. Tudo isso resultou numa espécie de cultura diferenciada do resto do município. Ficaram intactos o modo de vida interiorano, valores esquecidos e sotaques. A população dos distritos é uma mescla de descendentes de imigrantes - sobretudo italianos - alguns descendentes de trabalhadores escravizados das antigas fazendas de café e migrantes mineiros e paranaenses.
O nome Sousas é uma homenagem ao brigadeiro Luís António de Sousa Queirós, que foi agraciado pela coroa portuguesa com uma grande sesmaria na região entre os rios Atibaia e Jaguari, no atual distrito de Sousas. Bernardo Sampaio, de Campinas, e Aleixo de Godoy, de Amparo, exploraram o local pela primeira vez desde a fundação de Campinas e batizaram o local em 1830.

### Formação administrativa

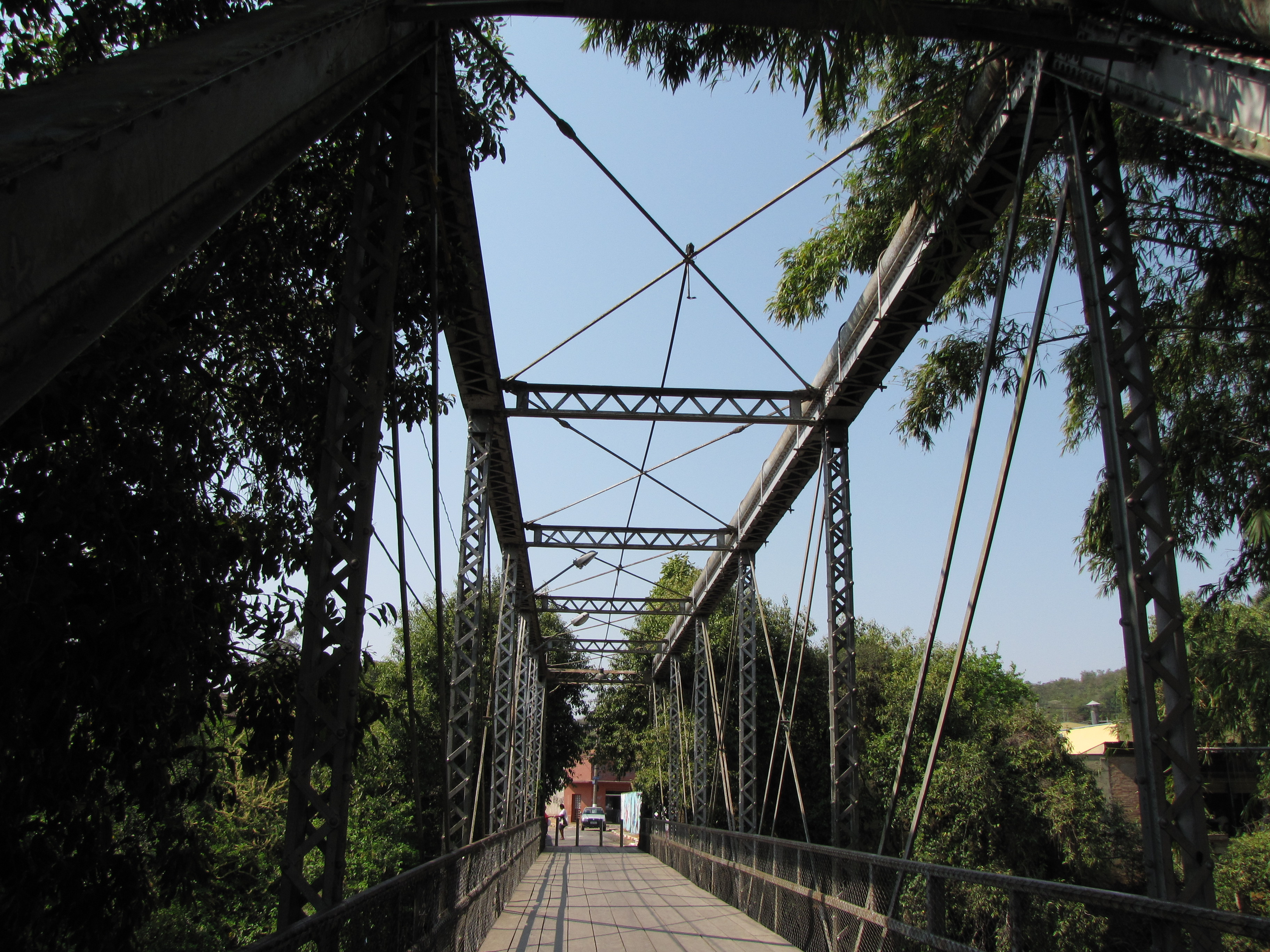
Antiga ponte ferroviária.

- Distrito policial de Arraial dos Sousas criado por Ato de 02/09/1890[5].
- Distrito criado pela Lei nº 416 de 24/07/1896, com as divisas do distrito policial de Arraial dos Sousas[6][7].
- O Decreto n° 9.775 de 30/11/1938 altera a denominação para Sousas[8].
- Pela Lei n° 5.285 de 18/02/1959 perdeu terras para a criação do distrito de Joaquim Egídio[9].

### Pedido de emancipação
O distrito tentou a emancipação político-administrativa e ser elevado à categoria de município, pelo projeto que deu entrada na Assembleia Legislativa do Estado de São Paulo no ano de 1995, mas se encontra com a tramitação suspensa.

## Geografia

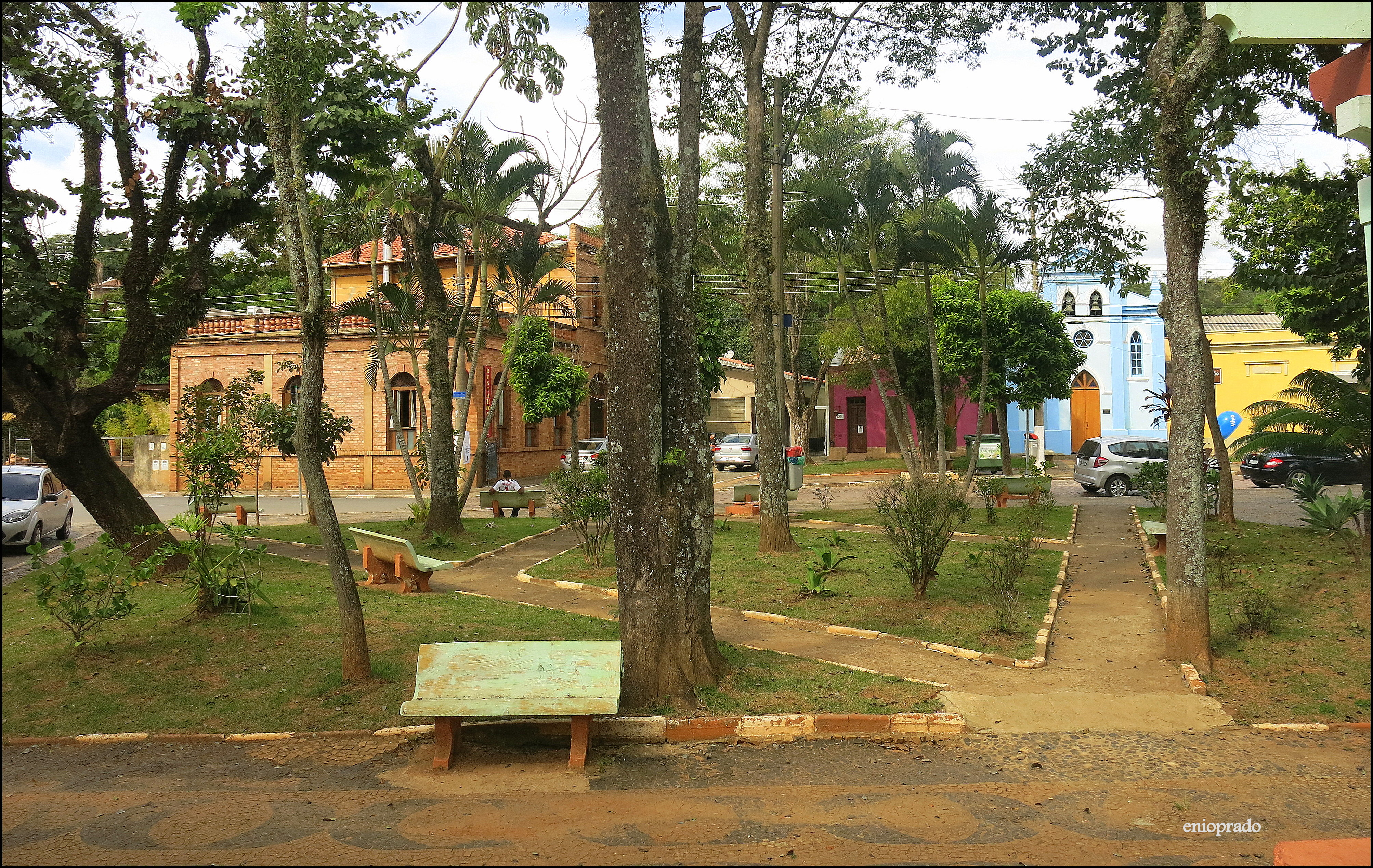
Praça.

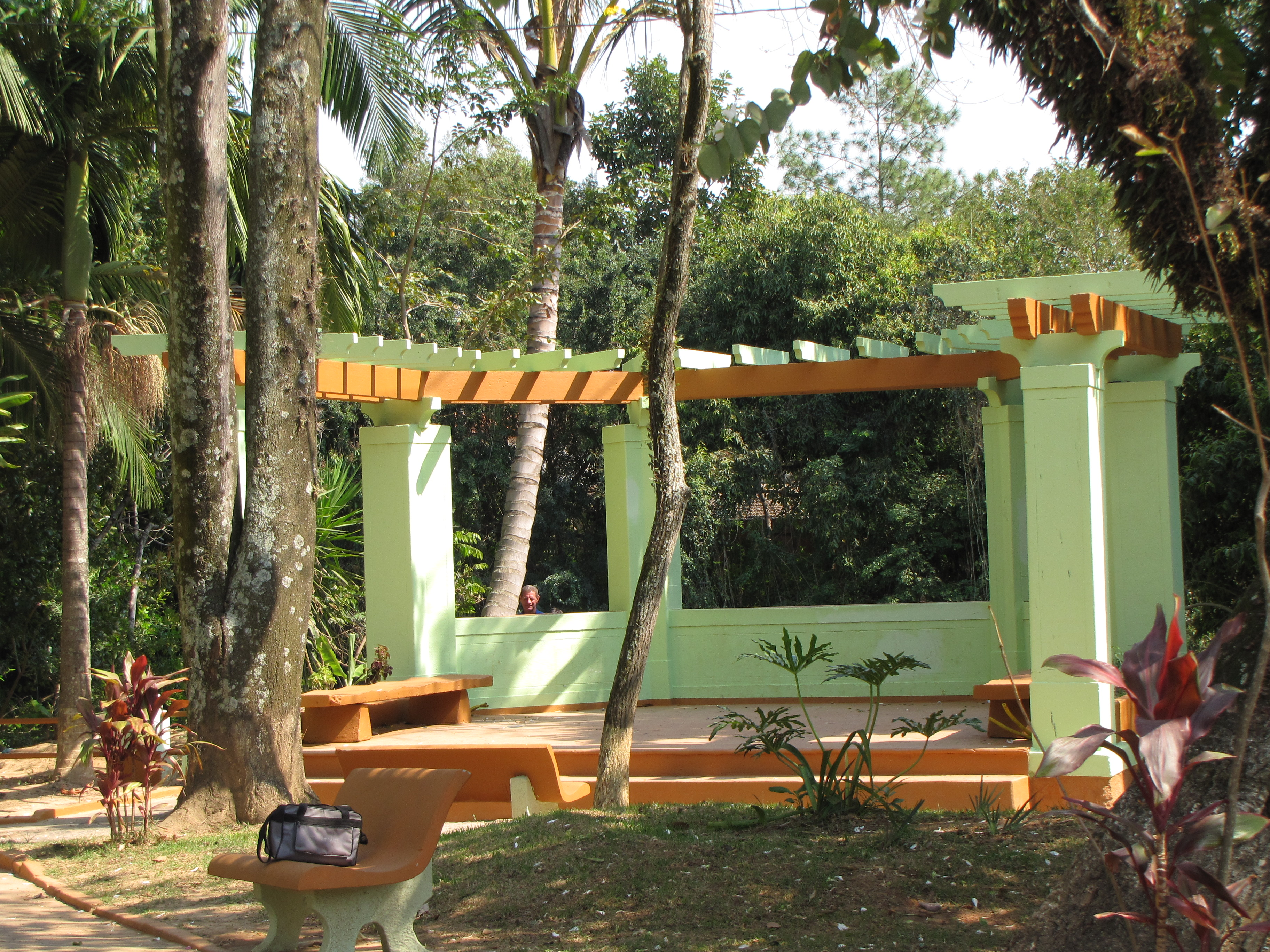
Praça às margens do rio Atibaia.

### Demografia

#### População urbana
| Crescimento população urbana | Crescimento população urbana | Crescimento população urbana | Crescimento população urbana |
| Censo                        | Pop.                         |                              | %±                           |
| ---------------------------- | ---------------------------- | ---------------------------- | ---------------------------- |
| 1934                         | 1 163                        |                              |                              |
| 1940                         | 1 491                        |                              | 28,2%                        |
| 1950                         | 1 310                        |                              | −12,1%                       |
| 1960                         | 1 821                        |                              | 39,0%                        |
| 1970                         | 3 209                        |                              | 76,2%                        |
| 1980                         | 4 445                        |                              | 38,5%                        |
| 1991                         | 9 174                        |                              | 106,4%                       |
| 2000                         | 13 824                       |                              | 50,7%                        |
| 2010                         | 17 224                       |                              | 24,6%                        |
| Fonte: IBGE e Fundação SEADE |                              |                              |                              |

#### População total
Pelo Censo 2010 (IBGE) a população total do distrito era de 18 152 habitantes.

### Área territorial
A área territorial do distrito é de 65,791 km².

### Clima

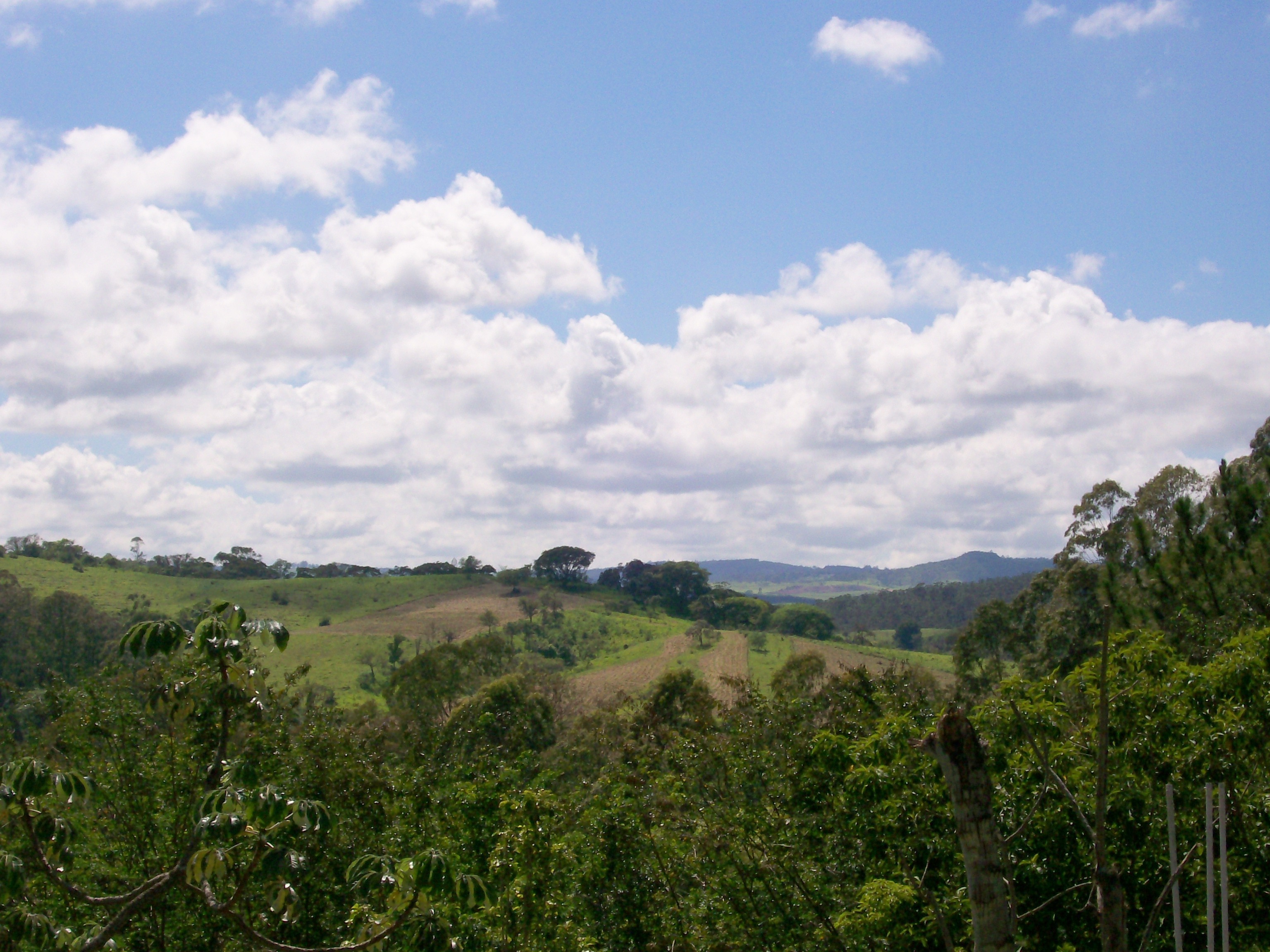
Serra das Cabras.

Geograficamente, o distrito assenta-se nos limites entre o escudo cristalino do Planalto Meridional e o início da depressão periférica de São Paulo, na faixa sudeste do estado.
A serra das Cabras, ponto culminante do município de Campinas, nada mais é que uma porção avançada do maciço da Mantiqueira.
O clima é típico de zonas mais altas. No inverno, há uma diferença média de temperatura de 2 graus Celsius a menos em relação ao centro de Campinas.

### Hidrografia

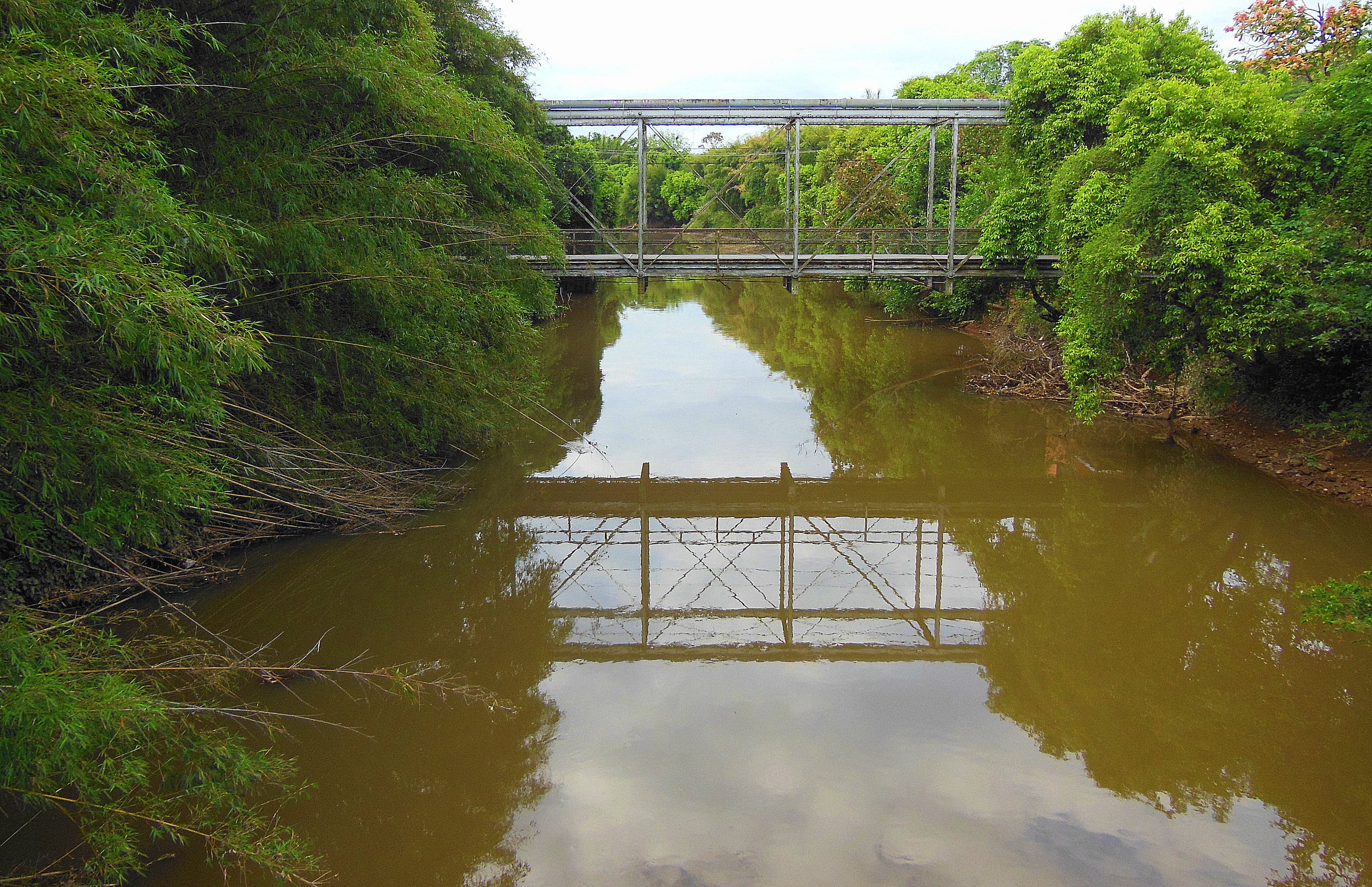
Rio Atibaia, vendo-se ao fundo a antiga ponte ferroviária.

Quanto à hidrografia, o distrito é cortado pelo Rio Atibaia, sendo este corpo d'água historicamente propício ao  transbordamento e por consequência, o alagamento de área adjacentes, durante períodos de chuvas mais intensas.
Na região ao norte do distrito, trecho de fronteira com o município de Pedreira, passa e delimita tal área limítrofe o Rio Jaguari.

### Rodovias

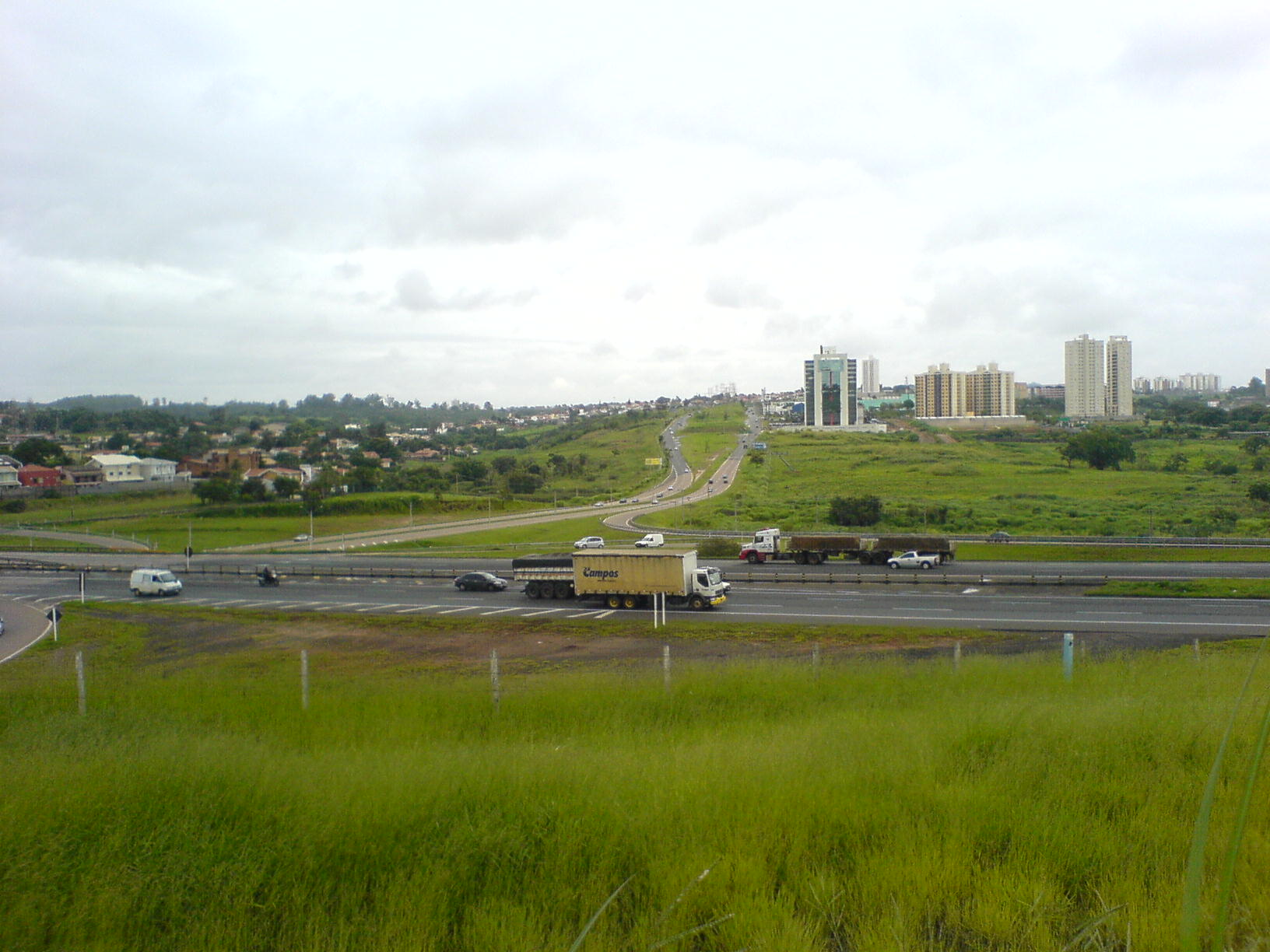
Rodovia Dom Pedro I, principal acesso ao distrito

Localizado a cerca de 10,5 km do centro da cidade, o acesso é feito pela Rodovia José Bonifácio Coutinho Nogueira (SP-81), a partir do centro de Campinas. O distrito também possui acesso pela Rodovia Dom Pedro I.

### Bairros
1. Caminhos de San Conrado
2. Chácara Bela Vista
3. Chácara Santo Antônio
4. Colinas do Atibaia
5. Colinas do Ermitage
6. Colinas do Ermitage II
7. Colinas do Ermitage III
8. Imperial Parque
9. Jardim Atibaia
10. Jardim Belmonte
11. Jardim Botânico
12. Jardim Conceição
13. Jardim Martinelli
14. Jardim Rosana
15. Jardim São Francisco
16. Jardim São Francisco II
17. Jardim Sorirama
18. Mirantes da Fazenda
19. Notre Dame
20. Nova Sousas
21. Núcleo Residencial Cristo Rei
22. Parque das Araucárias
23. Parque das Hortênsias
24. Parque Jatibaia
25. Portal da Mata
26. Quinta dos Jatobás
27. Reserva da Floresta

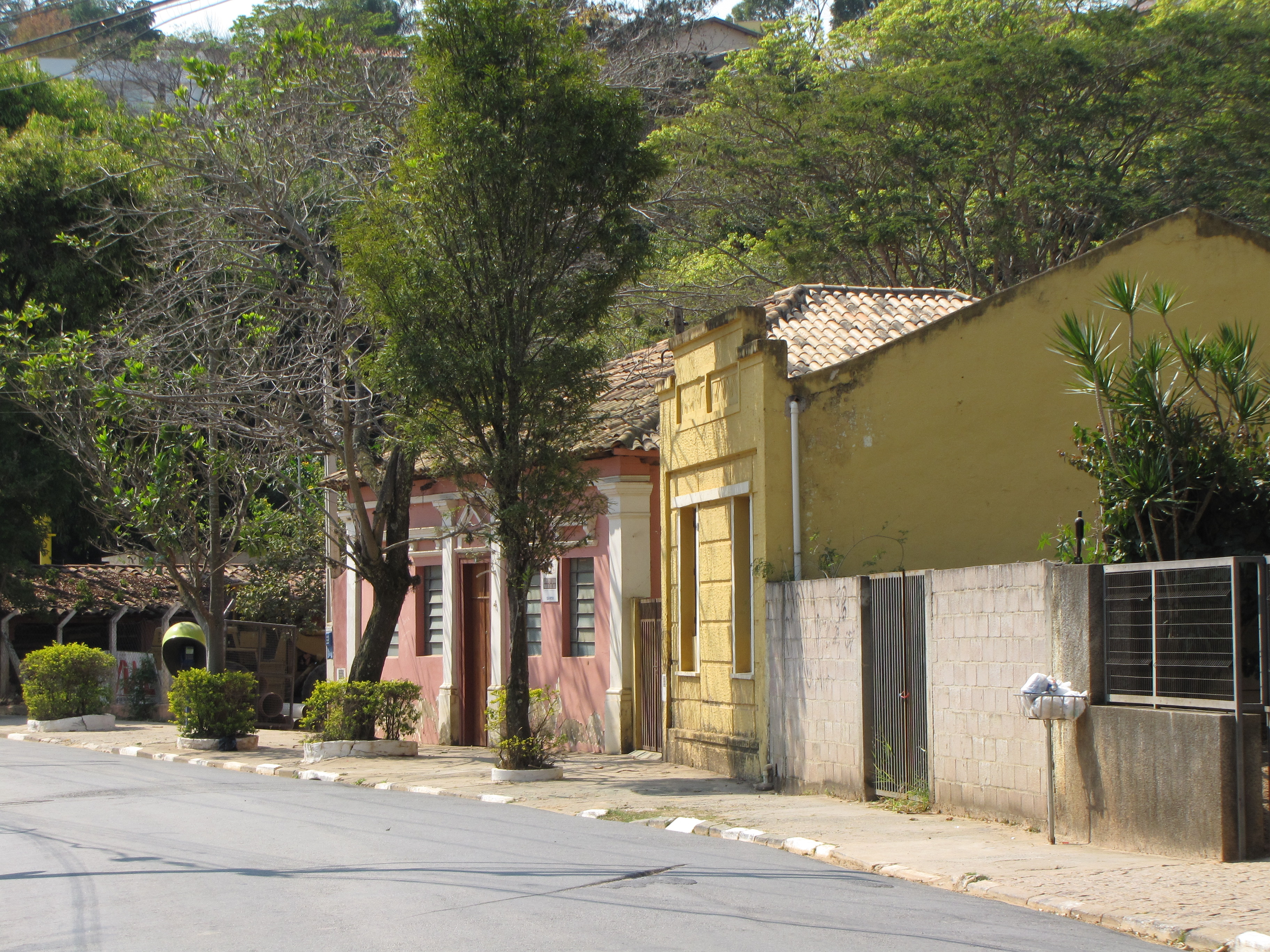
Aspecto local.

28. Residencial Arboreto dos Jequitibás
29. Residencial Cândido Ferreira
30. Residencial Jaguary
31. Sitio dos Cambaras
32. Sousas (sede)
33. Vila Ana Luísa
34. Vila Bourbon
35. Vila Janete
36. Vila José Iório
37. Vila Laércio Teixeira
38. Vila Santana
39. Vila Santana II
40. Vila Santana III
41. Vila Santa Rita
42. Vila Sônia
43. Vila Sônia II
44. Ville Sainte Helene

## Serviços públicos

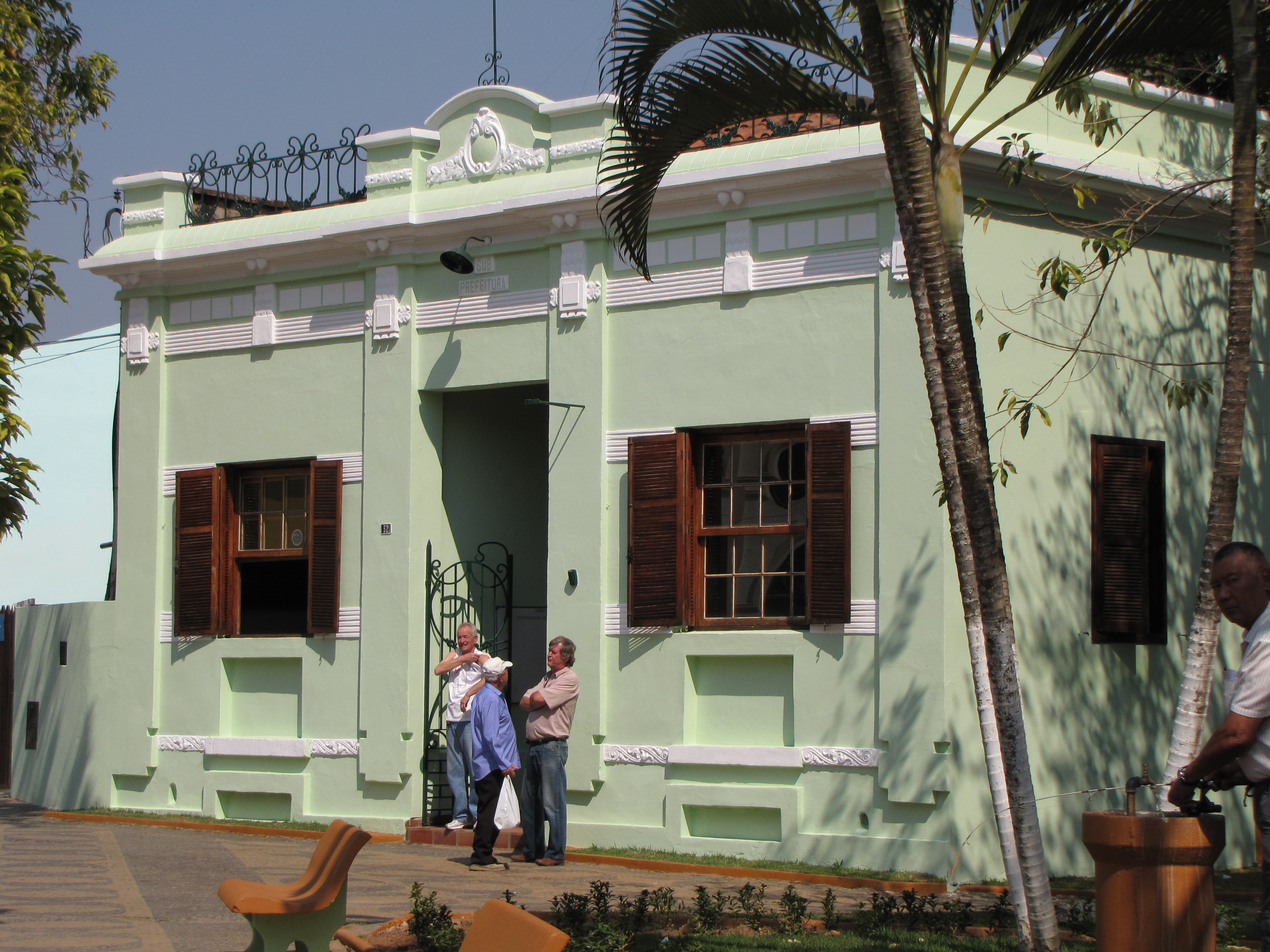
Subprefeitura de Sousas.

### Administração
A administração do distrito é feita pela Subprefeitura de Sousas

### Registro civil
Atualmente é feito no próprio distrito, pois o Cartório de Registro Civil das Pessoas Naturais continua ativo.

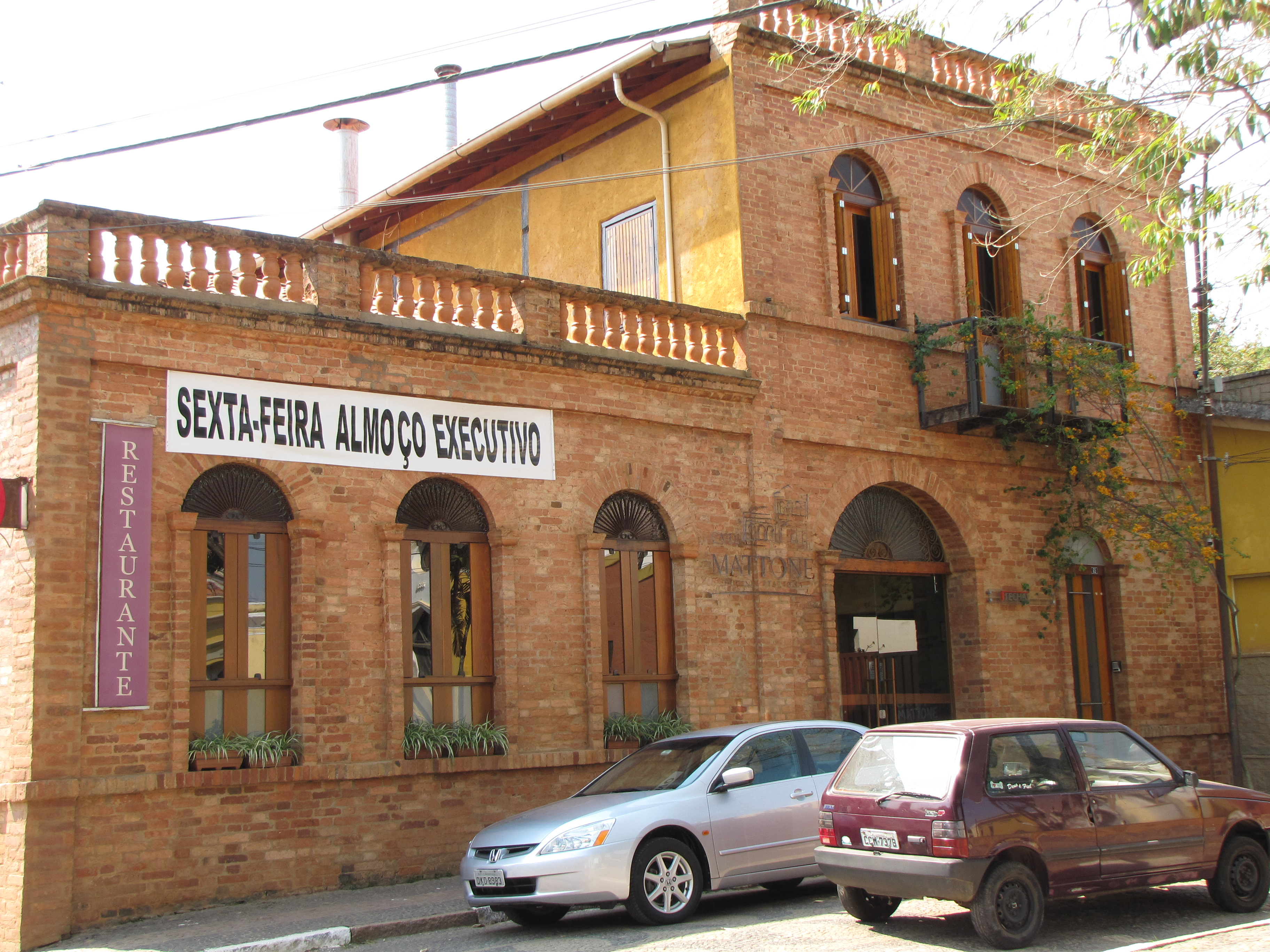
Casarão.

### Bancos

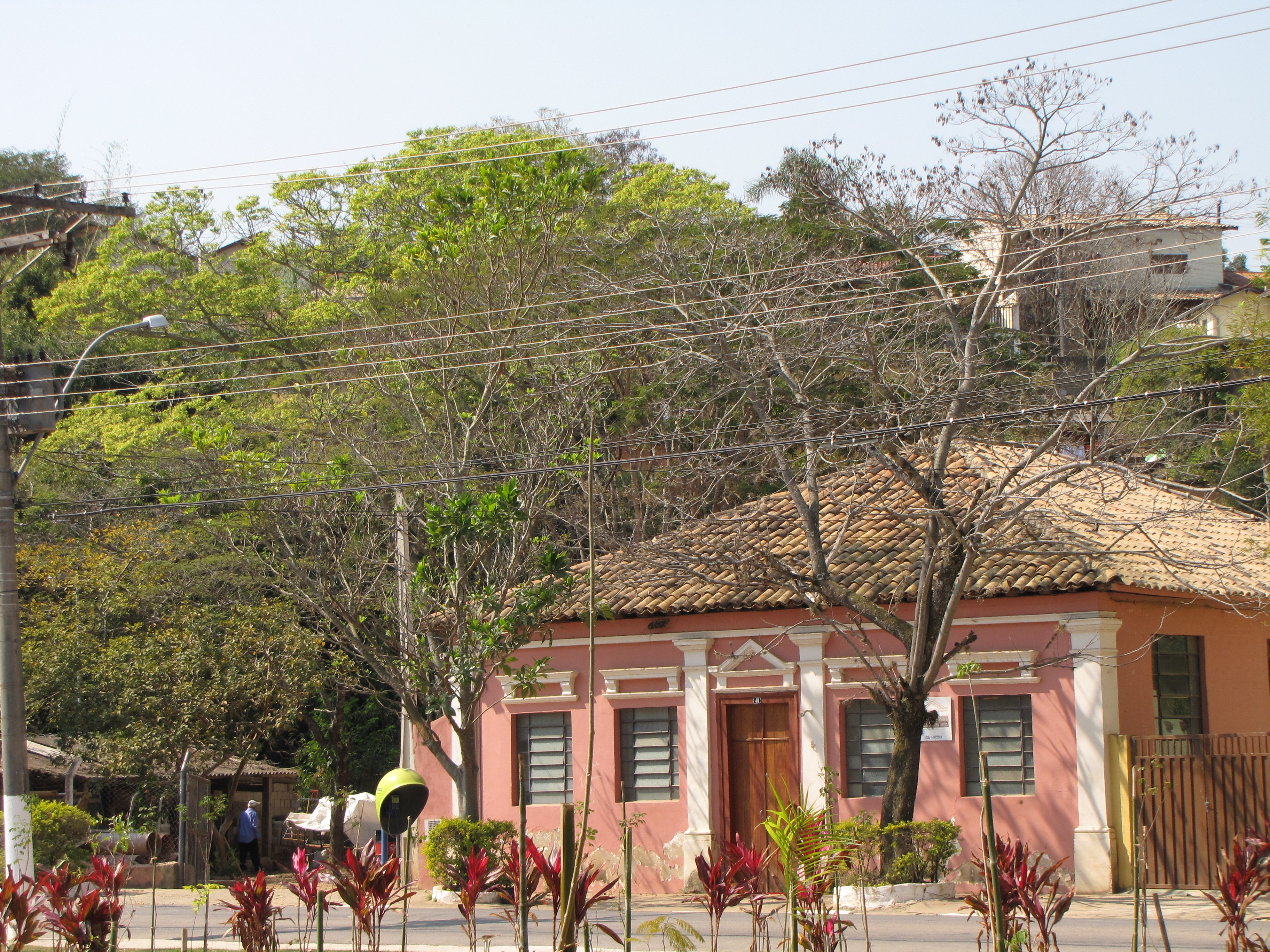
Casarão.

- Bradesco
- Banco do Brasil
- Itaú
- Santander
- Caixa Econômica Federal

### Educação
Escolas Públicas
- E.E Antonio Carlos Couto de Barros
- E.E. Doutor Thomas Alves
- E.M. Ângela Cury Zakia

Escolas Particulares
- Colégio Amarelinha
- Colégio Illuminare
- Colégio Notre Dame
- Colégio San Conrado
- Colégio San Conrado II
- Colégio Vertical
- Escola Comunitária de Campinas

Creches
- EMEI Profª Zuleika Hellmeister Novaes

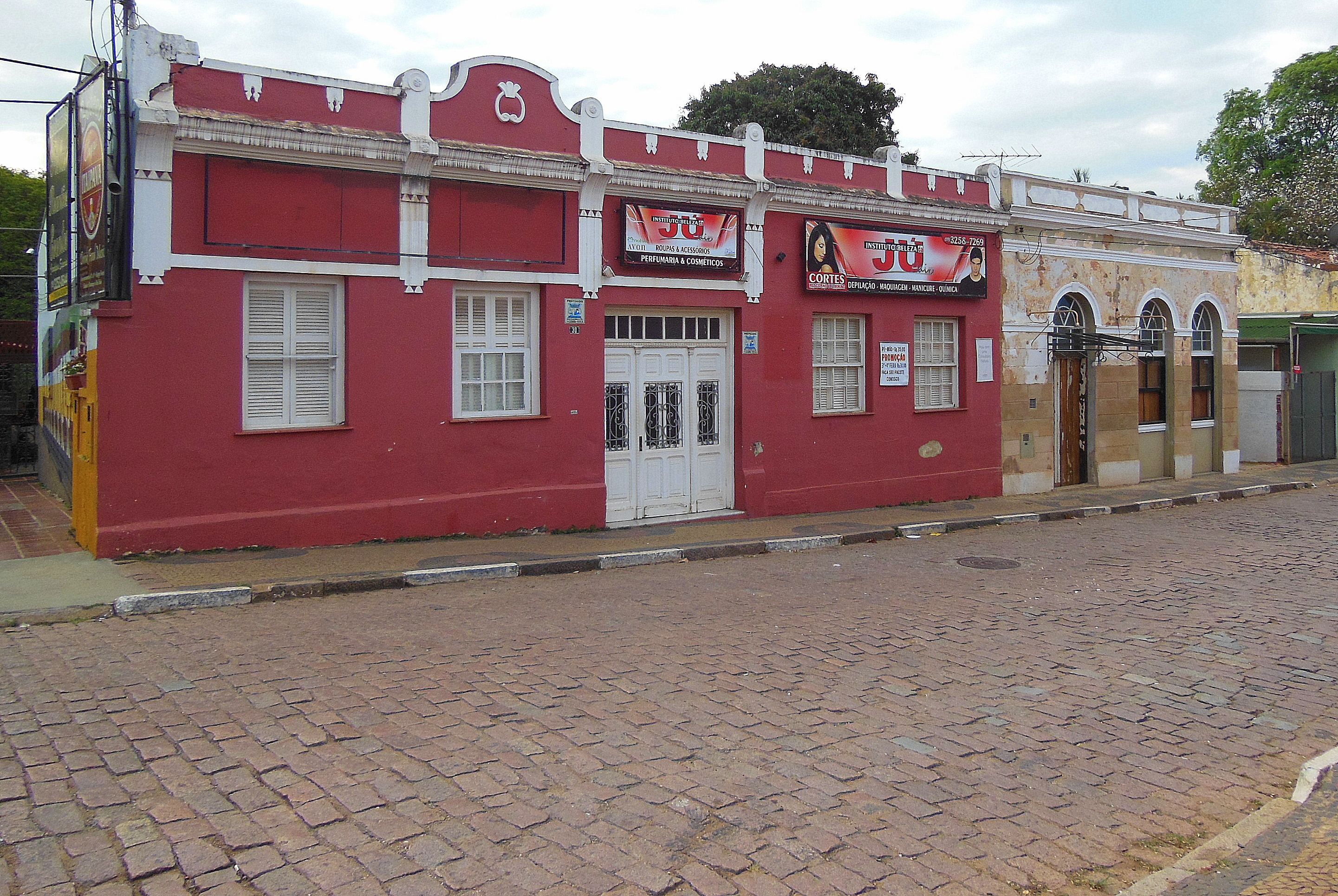
Aspecto local.

Faculdades
- Anhanguera

### Entidades conveniadas
- APAS - Associação Presbiteriana de Ação Social I
- APAS - Associação Presbiteriana de Ação Social II
- Casa da Criança de Sousas
- CECOIA - Centro Comunitário Irmão André
- Creche Gustavo Marcondes
- Casa dos Sonhos

### Saneamento
O serviço de abastecimento de água é feito pela Sociedade de Abastecimento de Água e Saneamento (SANASA).

### Energia
A responsável pelo abastecimento de energia elétrica é a CPFL Paulista, distribuidora do Grupo CPFL Energia.

### Telecomunicações
O sistema de telefones automáticos foi inaugurado no distrito em 1976 pela Telecomunicações de São Paulo (TELESP), que também implantou o sistema de discagem direta à distância (DDD) em 1979 com o código de área (0192).
Na década de 90 o código DDD do distrito foi alterado para (019), para padronização do sistema telefônico com a telefonia celular que estava sendo implantada em todo o estado.

## Atrações turísticas

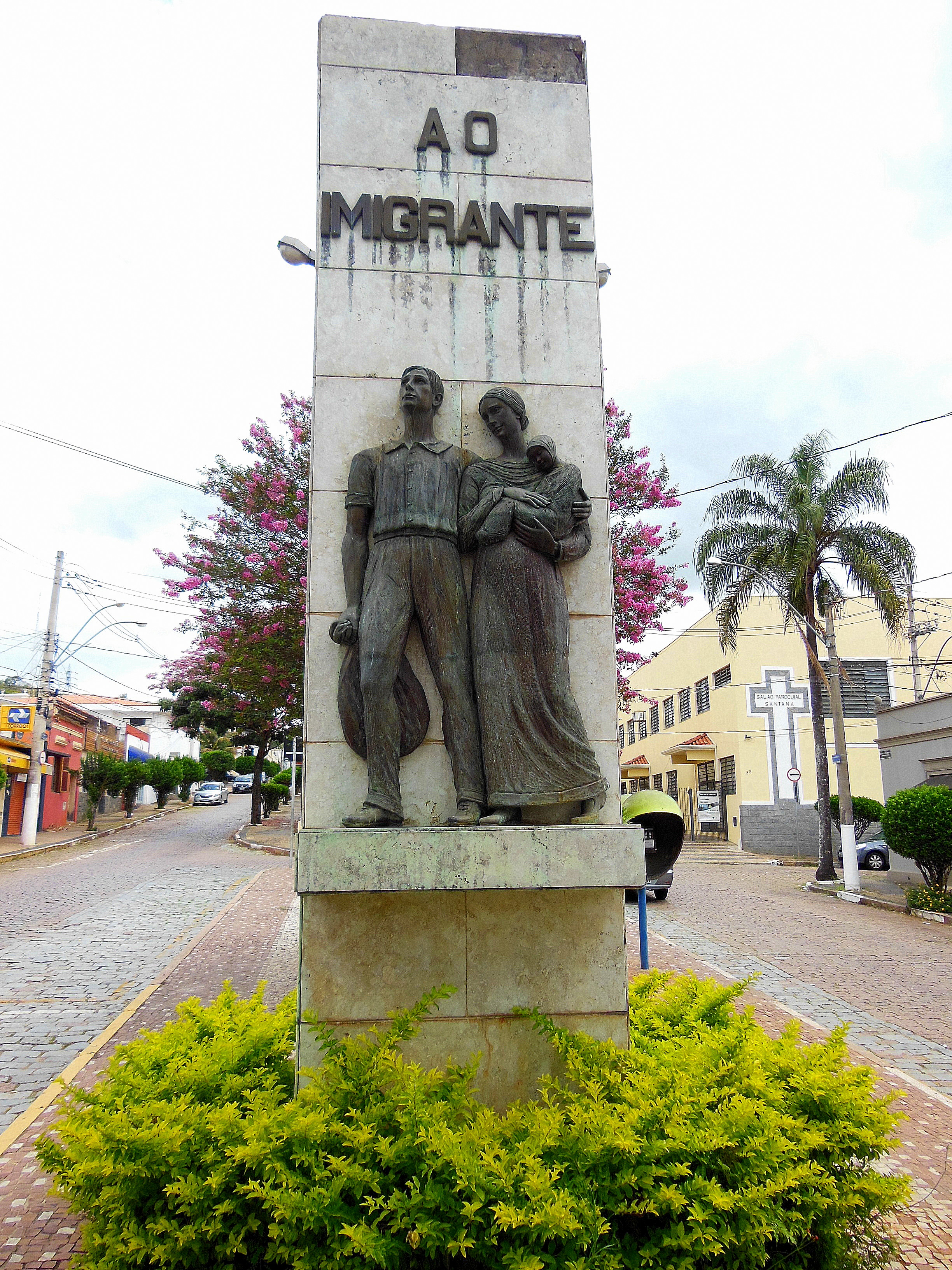
Monumento ao Imigrante.

### Festas
Festival Gastronômico da Primavera
O festival é realizado de forma simultânea nos distritos de Sousas e Joaquim Egídio, que formam um dos principais pólos de turismo gastronômico da região. Participam do evento vários restaurantes dos dois distritos

### Lazer
- Clube Concórdia
- Clube Cultura
- Clube Grenasa
- Clube Campineiro de Regatas e Natação
- Clube Irapuã
- Centro Esportivo Fanáticos
- Tênis Clube de Campinas

## Atividades econômicas

### Indústrias
- Merck Sharp & Dohme
- Nittow
- Formóveis

## Religião

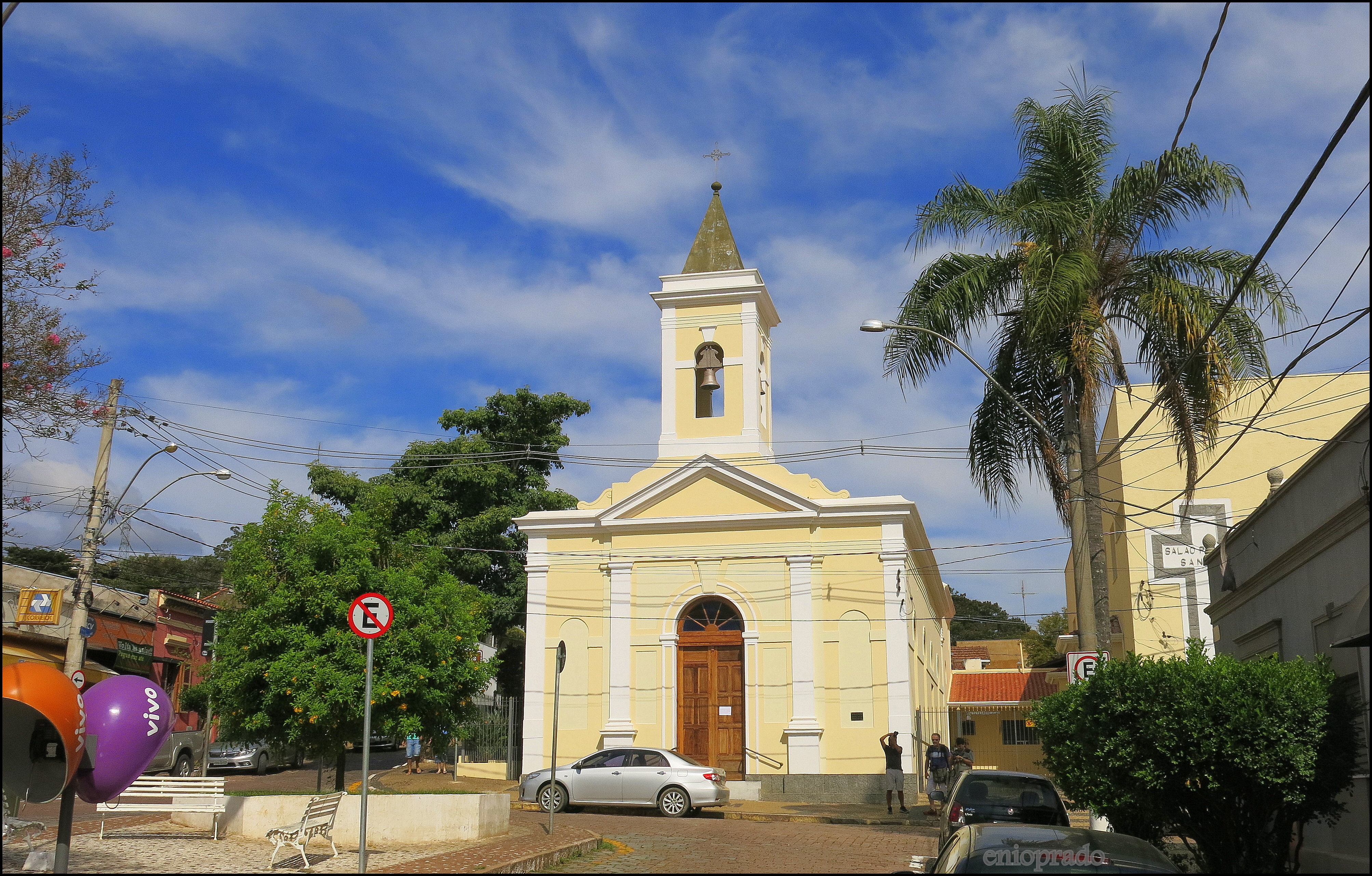
Igreja.

### Igreja Católica
A paróquia local faz parte da Arquidiocese de Campinas.

### Igrejas evangélicas
- Assembleia de Deus - O distrito possui congregação da Assembleia de Deus Ministério do Belém, vinculada ao Campo de Campinas[26][27].
- Congregação Cristã no Brasil[28].